# José Javier Gómez
José Javier Gómez Gozalo, né le 18 mars 1974 à Cuéllar, est un coureur cycliste espagnol, professionnel de 1996 à 2003.

## Biographie
Il remporte ses principaux succès en amateur avec deux victoires en 1995. Il se classe aussi 9e et meilleur jeune du Tour des régions italiennes. Il devient professionnel dès l'année suivante dans l'équipe Kelme-Artiach. Il dispute son premier Tour de France en 1998. Face au scandale de l'affaire Festina, son équipe décide de se retirer de la course avant la 18e étape.
Il réalise en 2000 ses meilleurs résultats en course professionnelle en France avec une 6e place sur la Route du Sud et une 4e au Tour du Limousin. En 2001, il obtient deux 6e places sur des courses espagnoles : la Subida al Naranco et la Subida a Urkiola. Enfin, en tant qu'amateur, il parvient à se classer 5e du Tour des Asturies en 2004.
Bon grimpeur, il accompagne ses leaders Fernando Escartín et José Luis Rubiera dans les étapes de montagne sur les grands tours. Lors du Tour d'Italie 2000, il se classe à la 30e place du classement général.
Après sa carrière de coureur, il devient président de l'association des cyclistes professionnels en 2007 et directeur général de la Fundación Deporte Joven, organisme du Conseil supérieur des Sports. Il doit démissionner de ces deux fonctions en 2013, après que le médecin Eufemiano Fuentes l'a désigné au cours de son procès comme étant l'un de ses clients,.
Une course cyclotouriste, la Marcha Cicloturista Pipe Gómez, porte son nom.

## Palmarès
- 1995
  - Tour de la Bidassoa
  - Trophée Iberdrola

## Résultats sur les grands tours

### Tour d'Italie
1 participation
- 2000 : 30e

### Tour de France
3 participations
- 1998 : non-partant (18e étape)
- 1999 : 59e
- 2002 : abandon (13e étape)

### Tour d'Espagne
2 participations
- 2001 : abandon (7e étape)
- 2003 : abandon (11e étape)